# Molares
Pour l’article homonyme, voir Los Molares.
Molares est une ancienne paroisse civile portugaise (en portugais : freguesia) de la municipalité de Celorico de Basto dans le district de Braga.
La loi no 11-A/2013 du 28 janvier 2013, portant réorganisation administrative du territoire des freguesias, fusionne Molares avec les paroisses voisines de Veade et Gagos pour former l’União das freguesias de Veade, Gagos e Molares (dont le siège est à Veade).